# Musée du Léman
Il Musée du Léman è un museo situato a Nyon, in Svizzera.
Fondato nel 1954, è stato creata con intento di custodire ed esporre i numerosi manufatti trovati sul fondale del vicino lago, come relitti di navi, e altri oggetti. Al suo interno sono presenti anche degli acquari.
La superficie espositiva è di circa 1000 m², con mostre sia permanenti che temporanee.